# Danyel Reiche
Danyel T. Reiche (* 16. März 1972 in Hannover) ist ein im Libanon lehrender deutscher Professor für vergleichende Politikwissenschaft. Er arbeitet im Bereich Politik im Sport sowie Energiepolitik unter besonderer Berücksichtigung von erneuerbaren Energien. Von August 2006 bis Juli 2007 war Reiche Gastprofessor für Energie und Internationale Beziehungen an der School of Foreign Services (SFS) der Georgetown University in Washington DC/USA. Seit September 2008 ist Reiche Professor für Vergleichende Politikwissenschaft an der American University of Beirut (AUB). Seit 2020 ist Reiche Fellow und Professor an der Georgetown University Katar. Dort leitet er die Forschungsinitiative zur FIFA-Weltmeisterschaft 2022.

## Leben
Reiche wurde 1999 an der Leibniz Universität Hannover über das Thema Ökologische Steuerreform promoviert. Im Jahr 2005 wurde er an der Freien Universität Berlin mit einer Länder vergleichenden Untersuchung zum Thema erneuerbare Energien habilitiert. Reiche ist Autor zahlreicher begutachteter Beiträge in peer-reviewten Fachzeitschriften. Er ist zudem Herausgeber der Buchreihe Ecological Energy Policy im ibidem-Verlag und Vertrauensdozent der Heinrich-Böll-Stiftung. Bekannt ist er auch als Anhänger des Fußball-Bundesligisten Hannover 96. Über seine Leidenschaft hat er ein Buch geschrieben. 

## Werke

### Fachbücher (Auswahl)
- Mischa Bechberger, Danyel Reiche (Hrsg.): Ökologische Transformation der Energiewirtschaft. Erfolgsbedingungen und Restriktionen. Erich Schmidt Verlag, Berlin 2006, ISBN 3-503-09313-3.
- Danyel Reiche (Hrsg.): Handbook of Renewable Energies in the European Union. Case Studies of the EU-15 States. Verlag Peter Lang, Frankfurt am Main / Berlin / Bern / Bruxelles / New York / Oxford / Wien 2005, ISBN 3-631-53560-0.
- Danyel Reiche (Hrsg.): Grundlagen der Energiepolitik. Verlag Peter Lang, Frankfurt am Main / Berlin / Bern / Bruxelles / New York / Oxford / Wien 2005, ISBN 3-631-52858-2.

### Belletristik
- Danyel Reiche: Verrückt nach den Roten. Aus dem Leben eines Hannover 96 Fans. Verlag Die Werkstatt, Göttingen 2008, ISBN 978-3-89533-601-0.

### Begutachtete Zeitschriftenbeiträge
- D. Reiche: The prohibition of online sports betting: A comparative analysis of Germany and the United States. In: European Sport Management Quarterly. Band 13, Nr. 3, 2013, S. 293–314. doi:10.1080/16184742.2012.741140.
- D. Reiche: War minus the shooting? The politics of sport in Lebanon as a unique case in comparative politics. In: Third World Quarterly. No. 2, 2011, S. 261–277, doi:10.1080/01436597.2011.560468.
- D. Reiche: Sovereign Wealth Funds as a New Instrument of Climate Protection Policy? A Case Study of Norway as a Pioneer of Ethical Guidelines for Investment Policy. In: Energy. 35/2010, S. 3569–3577.
- D. Reiche: Energy Policies of Gulf Cooperation Council (GCC) countries – possibilities and limitations of ecological modernization in rentier states. In: Energy Policy. Mai 2010, S. 2395–2403.
- D. Reiche: Renewable Energy Policies in the Gulf countries: A case study of the carbon-neutral “Masdar City” in Abu Dhabi. In: Energy Policy. Januar 2010, S. 378–382.
- M. Arentsen, D. Reiche: The Dutch Model: Promoting Renewables on Top of Gas Field. In: Green Power Markets: Support Schemes, Case Studies and Perspectives. 2007, ISBN 978-0-906522-59-2, S. 269–286.
- M. Bechberger, D. Reiche: The spread of renewable energy feed-in tariffs (REFITs) in the EU-25. In: Green Power Markets: Support Schemes, Case Studies and Perspectives. 2007, ISBN 978-0-906522-59-2, S. 31–50.
- D. Reiche: Renewable Energies in the EU-Accession States. In: Energy Policy. Februar 2006, S. 365–375.
- U. Laumanns, D. Reiche, M. Bechberger: Renewable Energies in Developing Countries – Issues, Interests, and Implications. In: Energy & Environment. 4/2004, S. 403–413.
- D. Reiche, M. Bechberger: Policy differences in the promotion of renewable energies in the EU Member States. In: Energy Policy. 32, 2004, S. 843–849.
- M. Bechberger, D. Reiche: Renewable energy policy in Germany: pioneering and exemplary regulations. In: Energy for Sustainable Development. Volume VIII, No. 1, März 2004, S. 25–35.
- D. Reiche: Aufstieg, Bedeutungsverlust und Re-Politisierung erneuerbarer Energien. In: Zeitschrift für Umweltpolitik und Umweltrecht. 1/2002, S. 27–59.
- C. Krebs, D. Reiche: Ökologische Steuerreform: Erfolgsbedingungen eines Gesetzes. In: Zeitschrift für Politikwissenschaft/Journal of Political Science. 10. Jg., Heft 4, 2000, S. 1531–1557.
- D. Reiche, C. Krebs: Der Agenda-setting-Prozess der Ökologischen Steuerreform. In: Zeitschrift für Umweltpolitik & Umweltrecht. Nr. 2, 1998, S. 177–212.